# Ascherwinkel

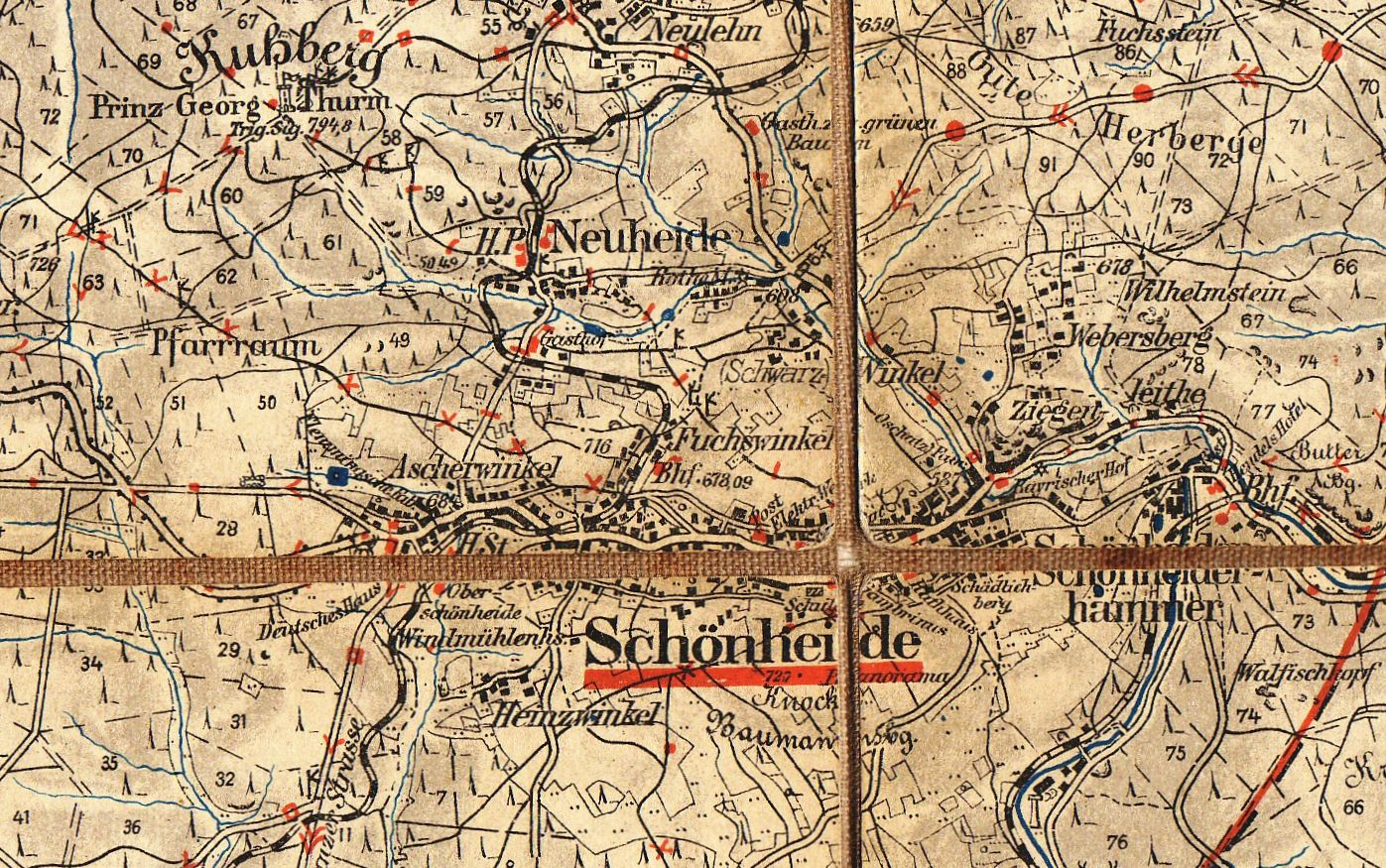
Der Ascherwinkel als westlichster Ortsteil

Der Ascherwinkel ist ein Ortsteil der im westlichsten Zipfel des sächsischen Erzgebirges gelegenen Gemeinde Schönheide (Erzgebirgskreis).

## Lage
Der Ortsteil Ascherwinkel liegt im westlichen Teil von Schönheide am Ende der von Ost nach West durch das ganze Dorf verlaufenden Hauptstraße auf einer nur leicht ansteigenden Fläche in einer Höhe von etwa 700 m ü. NN ohne nennenswerte Taleinschnitte. Er ist der dem Vogtland am nächsten liegende Ortsteil von Schönheide. Das Gebiet liegt nach der Naturraumkarte von Sachsen in der Mesogeochore „Schönheider Hochflächen“ und gehört zur Mikrogeochore „Schönheider Kuppengebiet“. Nord-westlich schließt sich die Mikrogeochore „Kuhberg-Rücken“ an. Der Ascherwinkel wird auch durch Carolagrüner Straße, Fabrikgasse, Quergasse, Waldstraße, Weidmannsweg und teilweise durch die Angerstraße erschlossen. Eine eindeutige Abgrenzung zum Oberdorf genannten oberen Teil Schönheides gibt es angesichts der durchgehenden Bebauung nicht. Die Neuheider Straße und der in Nord-Süd-Richtung verlaufende Teil der Angerstraße können als östliche Grenze des Ascherwinkels angesehen werden. Der Ortsteil hat um 200 Wohnhäuser und andere größere Gebäude.

## Name

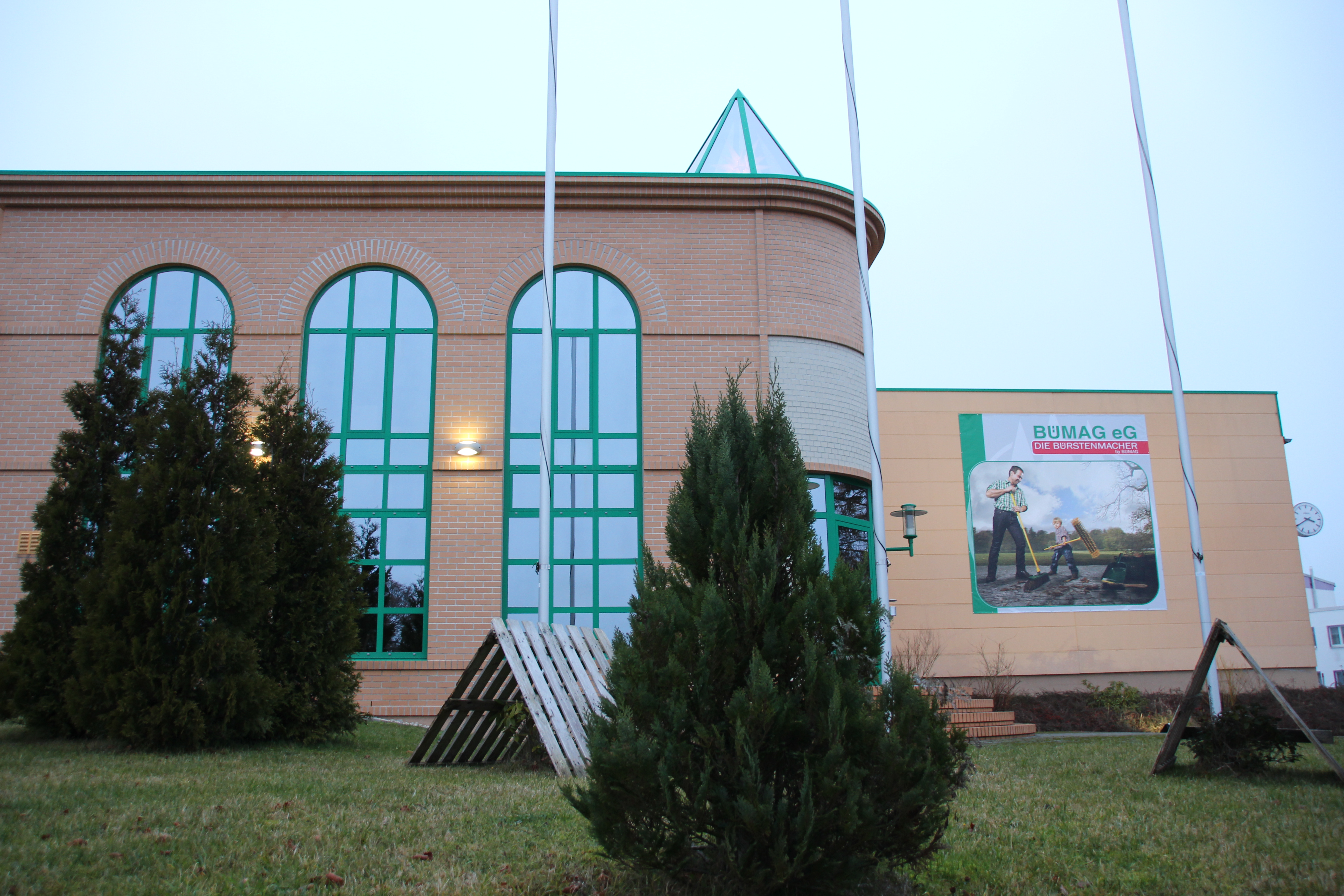
Großlager der Bümag-Genossenschaft

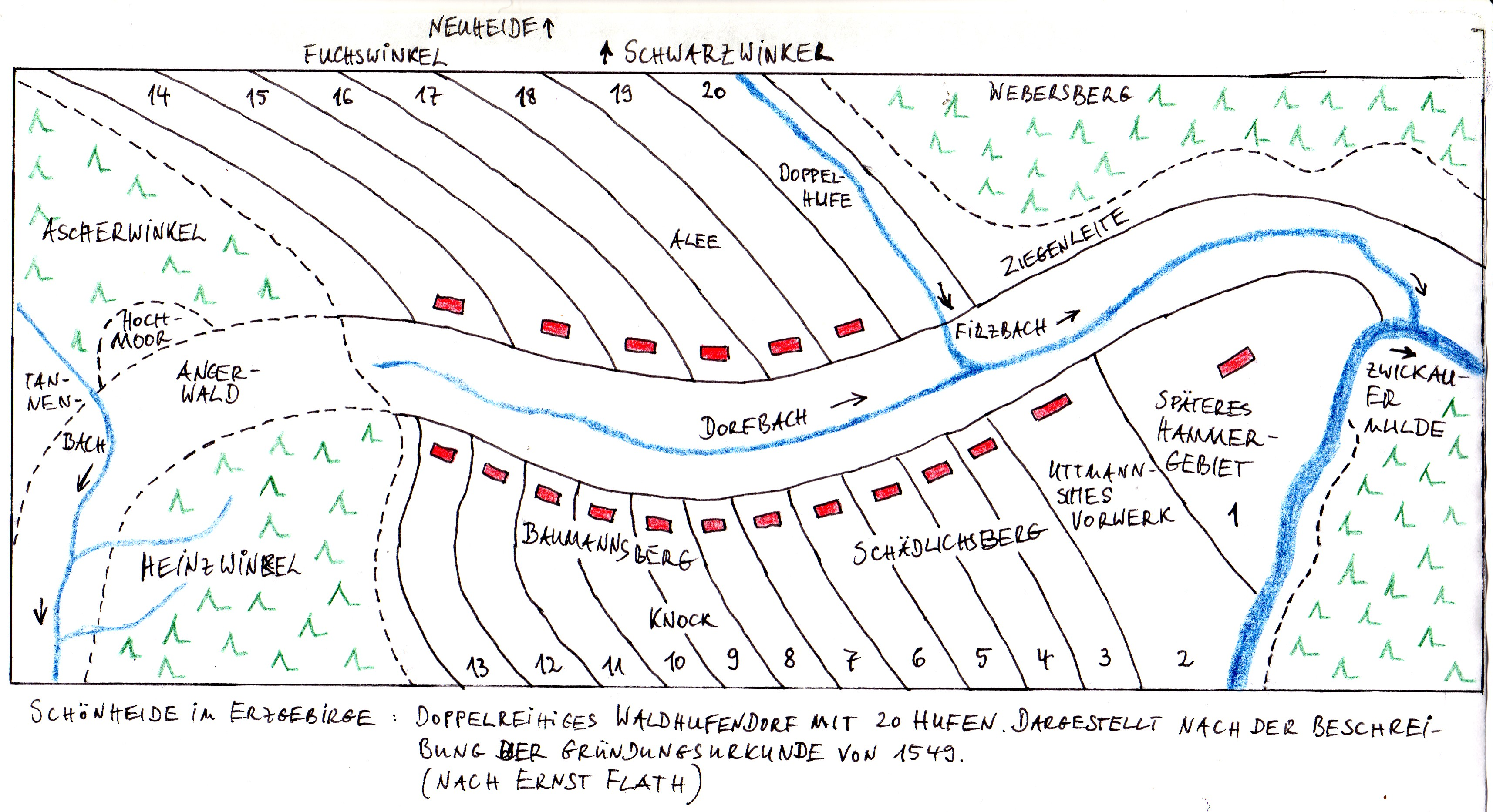
Der Ortsteil Ascherwinkel, ganz im Westen, blieb nach der Besiedlung Schönheides in der Mitte des 16. Jahrhunderts noch Wald.

Beim ersten Teil der Bezeichnung Ascherwinkel hält es der Autor Ernst Flath, der eine um 1910 erschienene Geschichte Schönheides verfasste, für möglich, dass das Wort Asche mit dem Torf zusammenhängt, der in dem dortigen Hochmoor gewonnen wurde. Das Blatt 196 der Meilenblätter von Sachsen im Berliner Exemplar von 1791 hat noch keinen Eintrag mit der Bezeichnung Ascherwinkel. Die Äquidistantenkarte aus dem Jahr 1876 verwendet den Namen „Ascherwinkel“.  Als Bezeichnung eines Ortsteils gibt es „Winkel“ in der Gemeinde Schönheide mehrfach: neben Ascherwinkel auch noch Fuchswinkel, Heinzwinkel, Schwarzwinkel (früher Marquartswinkel). Siegfried Sieber bezeichnet diesen Begriff als alten Flurnamen. Dies findet eine Bestätigung im Wörterbuch der Gebrüder Grimm, wonach der Begriff „Winkel“ „häufig in orts- und flurnamen zur bezeichnung von zwischen bergen, wäldern und fluszkrümmungen einbiegenden landstücken“ zu finden sei. Moritz von Süßmilch verwendet 1894 die Bezeichnung Ascherheide. Dies ist möglicherweise eine Verwechslung mit Hohe Heide, die in älteren Kartenwerken als in der Nähe liegend dargestellt wird. Alle Landkarten und sonstigen Veröffentlichungen verwenden den Begriff Ascherwinkel.

## Geomorphologische Verhältnisse
In einem Hochmoor von knapp 3 Hektar mit einer Mächtigkeit von bis zu 3 Metern wurde bis zum Ausgang des 19. Jahrhunderts Torf abgebaut. In einer Landkarte von 1876 ist die Moorfläche eingetragen und der Abbau mit Torfstich bezeichnet. Über die Torfvorkommen „bey Schönheyde“ wird schon im Jahr 1777 berichtet. Im Ascherwinkel entspringt auf einer Höhe von etwa 705 m ü. NN der Tannenbach, der nach einem Lauf von knapp vier Kilometern unterhalb von Wilzschhaus auf 585 m ü. NN in der Zwickauer Mulde mündet. An den Südhängen des Kuhbergs entspringt der Holzbach. Er ist der einzige Bach mit in Landkarten bezeichnetem Namen aus dem Schönheider Gemeindegebiet, dessen Wasser nicht in die Zwickauer Mulde fließt, sondern in die Saale. Westlich des besiedelten Teils vom Ascherwinkel liegen große Wälder, die bis an den Ortsrand des Auerbacher Ortsteils Schnarrtanne reichen. In diesen Wäldern liegt der Laubberg (767 m ü. NN), der höchste Berg auf Schönheider Gemeindegebiet.

## Geschichte und Entwicklung
Der Siedlungsbeginn von Schönheide wird auf 1537 datiert. In der Gründungsurkunde für Schönheide, dem sog. Befreiungsbrief vom 20. März 1549jul. des Balthasar Friedrich Edler von der Planitz, wird die Lage der Doppel-Hufen beschrieben als einerseits vom Dorfbach nördlich bis zum Filzbach und andererseits südlich bis zur Zwickauer Mulde reichend. Die zwanzig Hufen der Gründungsphase reichten vom östlichen Dorfrand etwa bis zum Quellbereich des Dorfbachs. Das weiter westlich und höher gelegene Gebiet blieb zunächst ungerodet, soweit es bewaldet war, und als Hochmoor landwirtschaftlich nicht genutzt. Dies gilt auch für das Gebiet des späteren Ortsteils Ascherwinkel. Wann dessen Besiedlung im Zuge der weiteren Entwicklung des Dorfs Schönheide begann, ist ungeklärt. 1836 beschreibt das Neue alphabetische Orts-Verzeichnis des Königreichs Sachsen den Ascherwinkel als „Ortstheil“ und „zu Schönheide gehörig, und bildet eine abgesonderte Häusergruppe davon“. In den Spalten Zahl der Wohngebäude und Einwohner finden sich keine Angaben.

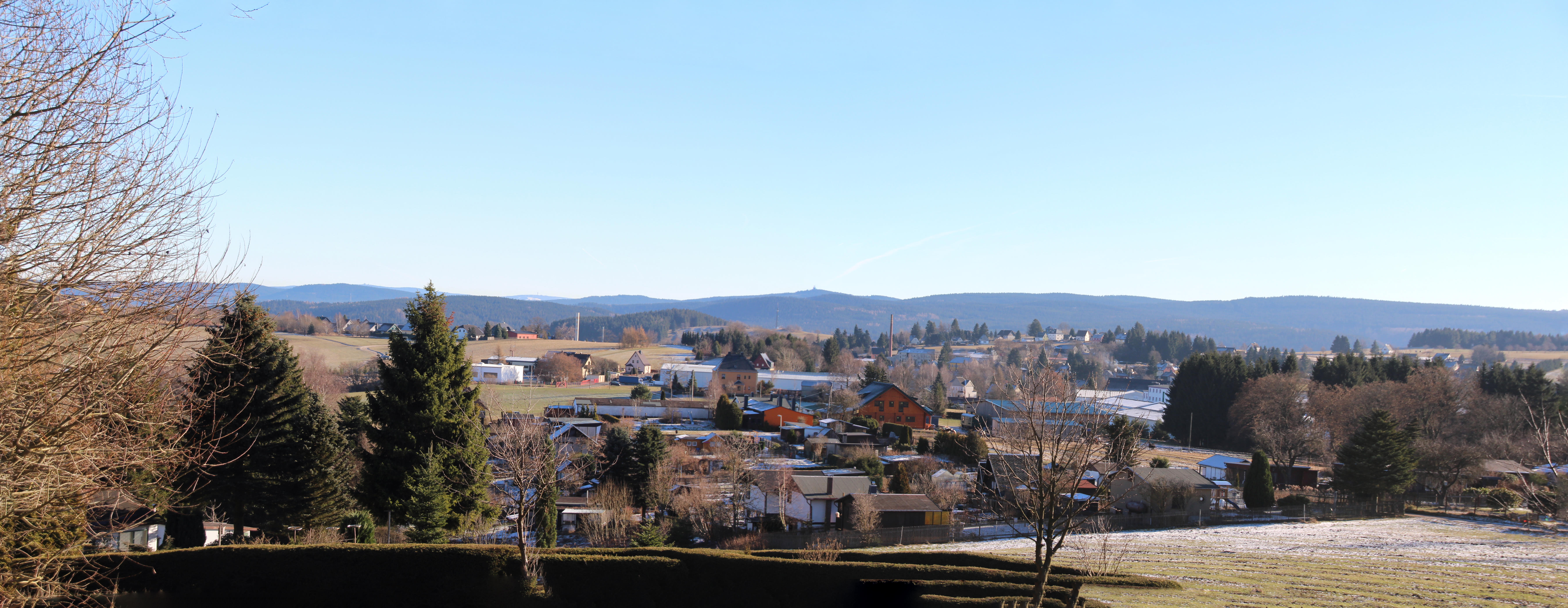
Blick über den Ascherwinkel, im Hintergrund die Berge jenseits der Zwickauer Mulde mit dem Auersberg (1018,2 m ü. NN)

Weil der Ortsteil Ascherwinkel „von dem eigentlichen Complexe des enger zusammengebauten Dorfes  in größerer Entfernung abgelegen und in sich selbst zerstreuter erbaut worden“ ist, wurde er von dem Verbot von Schindel-, Stroh- und Rohrdächern befreit, das in Sachsen für Städte und „auf dem Land“ durch „Verordnung, baupolizeiliche Maßregeln zu Abwendung von Feuersgefahr betreffend vom 11. März 1841“ eingeführt wurde. In seinem 1840 erschienenem Werk „Beschreibung von Sachsen und der Ernestinischen, Reußischen und Schwarzburgischen Lande“ rechnet Albert Schiffner den Ascherwinkel zu den „abgelegenen Häusergruppen“ Schönheides. Etwa 1848 erwähnt Albert Schiffner in seinem Werk „Führer im Muldenthale“ den Ortsteil, er gehöre zu den „Häuser-Gruppen, die sich in den Nebenschluchten und auf den Höhen verstreuen“.
Die Entwicklung von Wirtschaft und des Wohnens verlief parallel zu der Entwicklung des gesamten Dorfes: von wenigen bäuerlichen Betrieben über die Manufakturen zur Industrie sowie beim Wohnen von kleinen Wohngebäuden zu Mehrfamilienhäusern mit fast städtischem Charakter. Den Mehrfamilienhäusern folgten schon in den 1930er Jahren Einfamilienhaussiedlungen, die bis ins 21. Jahrhundert durch neue Bauten ergänzt wurden. Im 21. Jahrhundert dürfte der Wohnungsbestand mehrere Hundert betragen.
Lager für Arbeitsdienst
Ein aus Baracken errichtetes Lager für männliche Verpflichtete des Reichsarbeitsdiensts mit der Lagernummer 3/165 bestand während der Zeit des Nationalsozialismus am Waldrand des westlichen Ortsausgangs, ein gleiches für weibliche Verpflichtete näher an der bebauten Ortslage. Letzteres diente unmittelbar nach Ende des Zweiten Weltkrieges der Unterbringung von Flüchtlingen und Vertriebenen und in der frühen DDR-Zeit als Unterkunft für Angehörige der Kasernierten Volkspolizei. Die dort untergebrachten Polizisten hatten die Aufgabe, die Grenzen des wegen des Uranabbaus gesperrten Gebietes um Aue zu bewachen. Ihr Dienstbereich war die Sperrgebietsgrenze in Schönheiderhammer und Wilzschhaus. Später wurden die Baracken als Kinderferienlager für die Fritz-Heckert-Werke in Karl-Marx-Stadt genutzt. Die Baracken beider Lager wurden abgerissen. An der Stelle des Lagers für männliche Arbeitsdienst Leistende entstand in den 1950er Jahren ein heute Waldstadion genannter Fußballplatz, der zur Zeit der DDR den Namen „Stadion des Friedens“ hatte. Die für das Kinderferienlager genutzten Baracken wurden erst nach 1970 abgerissen, nachdem am westlichen Ortsausgang ein hotelartiger Bau als Ferienheim der Fritz-Heckert-Werke entstanden war.

## Wirtschaft und Infrastruktur

### Wirtschaftsbetriebe

#### Entstehung der Bürstenindustrie
Um 1820 begann im Ortsteil Ascherwinkel die Fabrikation von Bürsten, Besen und Pinseln, die in ihrer Entwicklung bis zum Haupterwerbszweig Schönheides im 20. Jahrhundert führen sollte. Siegfried Sieber bezeichnet die Bürstenindustrie „des Schönheider Winkels“ in seinen 1967 erschienenen Studien zur Industriegeschichte des Erzgebirges als „weltbekannt“, Dieselbe Formulierung („weltbekannt“) verwandte schon 1891 ein Artikel im Vorwärts zur Beschreibung der Bürsten- und Pinselfabrikation in Schönheide. 1937 stand auf dem Sonderstempel der Post zur 400-Jahr-Feier „Schönheide – Sitz der Bürstenindustrie“. Als prägend für die Entwicklung in den ersten Anfängen gelten Gottlieb Henneberger und Christian Friedrich Flemming. Schon 1831 gründete im Ortsteil Ascherwinkel der Letztgenannte ein als Manufaktur betriebenes Unternehmen zur Bürstenherstellung. Dieses Unternehmen wuchs auch nach dem Tod Flemmings im Jahr 1854, beschäftigte im Jahr 1861 schon 100 Arbeiter, wurde schon 1867 Hoflieferant und im letzten Viertel des 19. Jahrhunderts zum größten Bürstenhersteller Schönheides. Produkte der Firma Flemming & Co. wurden auf Messen in Sydney, Melbourne und Porto Alegre, im Jahr 1882 mit Preisen ausgezeichnet. 1886 beschäftigte das Werk 450 Arbeiter in der Fabrik und zusätzlich 250 in Heimarbeit.
Bei hoher Fertigungstiefe wurden in der Bürstenindustrie aus den Ausgangsmaterialien, vom Baumstamm bis zu den Rohborsten, in zahlreichen Arbeitsgängen die Endprodukte hergestellt und hierfür auch Sägewerk, Färberei, Wäscherei, Trocknerei, Schlosserei betrieben.

#### Bürstenindustrie zur DDR-Zeit
Nach dem Ende des Zweiten Weltkrieges wurde auch die Produktion von Bürsten, Pinsel und Besen verstaatlicht, dies betraf insbesondere die Firma Flemming, die die größte mit den meisten Beschäftigten war. Sie wurde zum „VEB Bürstenwerke Schönheide“ mit zahlreichen Betriebsteilen in naher und ferner Umgebung und einer breiten Produktpalette, das von der Zahnbürste über Bürsten zum reinigen von Schallplatten bis zur Fertigung von Tabletts reichte. Zu diesem Betrieb gehörten zahlreiche Grundstücke, die im Zuge der Privatisierung nach der Wiedervereinigung bewertet wurden. Zu den Bürstenwerken Schönheide gehörte auch das als „Kulturhaus ‚Carola‘“ bezeichnete frühere Hotel Carola. Es diente als Kantine, sein Saal wurde für Kulturveranstaltungen genutzt.

#### Wirtschaftsunternehmen im 21. Jahrhundert
Größter Betrieb ist die BÜMAG eG, eine eingetragene Genossenschaft. Sie ist ein seit 1989 bestehender Zusammenschluss von 15 inhabergeführten Bürstenherstellern. Im Ortsteil Ascherwinkel betreibt die BÜMAG ein Hochregallager mit 4.000 Palettenplätzen, das mit einem um 2.000 Quadratmeter großen Schnelldrehlager kombiniert ist. Die Spezialisierung der in der Genossenschaft zusammengeschlossenen Betriebe ermöglicht ein großes Sortiment, das von diesem Zentrallager aus vertrieben wird. Der Exportanteil beträgt 35 %. Beteiligungen an Messen unter anderem in Frankfurt, Köln, Tokio, Dubai, Hongkong und Chicago sollen bestehende Kunden binden und Neuakquisitionen ermöglichen. Im Ascherwinkel sind zwei Firmen des Bereichs der erzgebirgischen Handwerkskunst vorhanden. Die eine fertigt hauptsächlich Schwibbögen und Weihnachtspyramiden, die andere stellt erzgebirgische Drehleuchter her. Ein auf die Ausstattung von Bibliotheken spezialisierter Betrieb hat seine Fertigungsstätte in diesem Ortsteil. Im Ortsteil Ascherwinkel liegt die Produktionsstätte des Sportschuhherstellers Rass, der durch Stiefel für Skispringer bekannt ist. Des Weiteren gibt es die Beschichtungsabteilung eines Stahl- und Anlagenbauers, Bürstenhersteller, Hersteller von Maschinen und Kunststoffteilen, Firmen des Handels mit Heizöl, mit landwirt- und forstwirtschaftlichen Geräten sowie Handwerksbetriebe, eine Tankstelle mit Kfz-Werkstatt, eine Bäckerei und zwei Lebensmittelmärkte. Eine Besonderheit ist eine physiotherapeutische Einrichtung, die auch mit Pferden zu Therapiezwecken arbeitet.

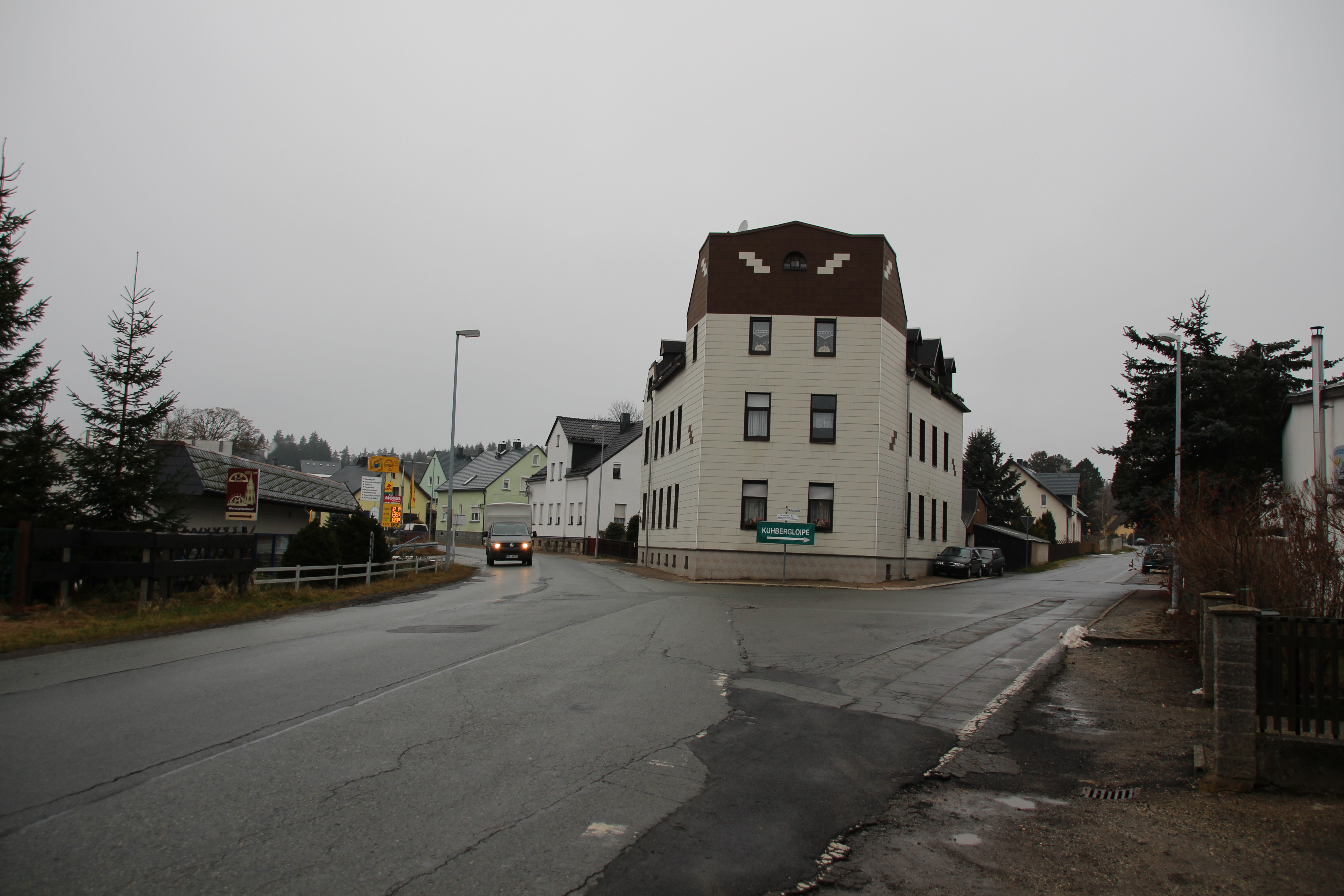
Rand des Gewerbegebiets an der Auerbacher Straße
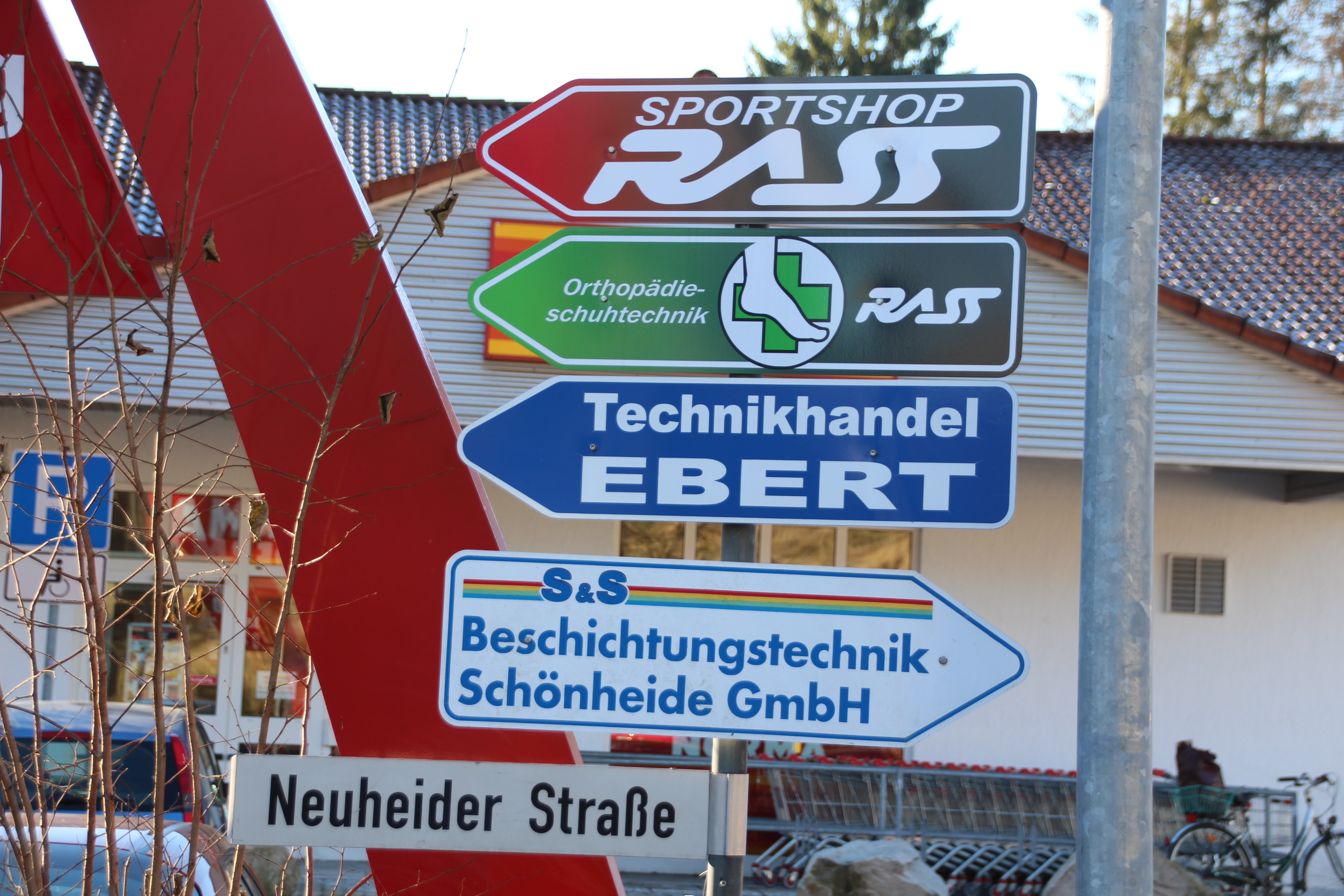
Hinweisschilder für Gewerbebetriebe
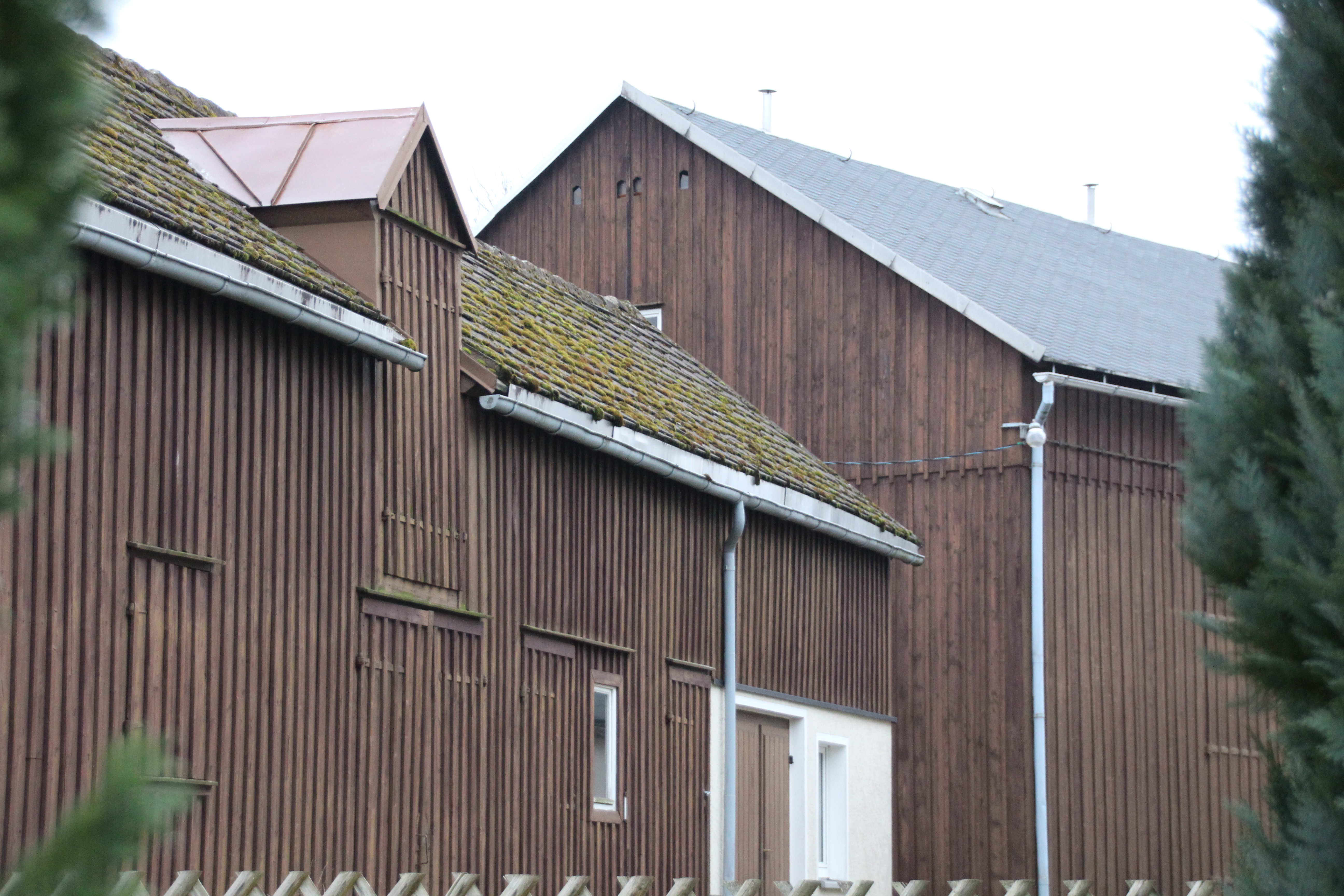
Landwirtschaftliche Bauten
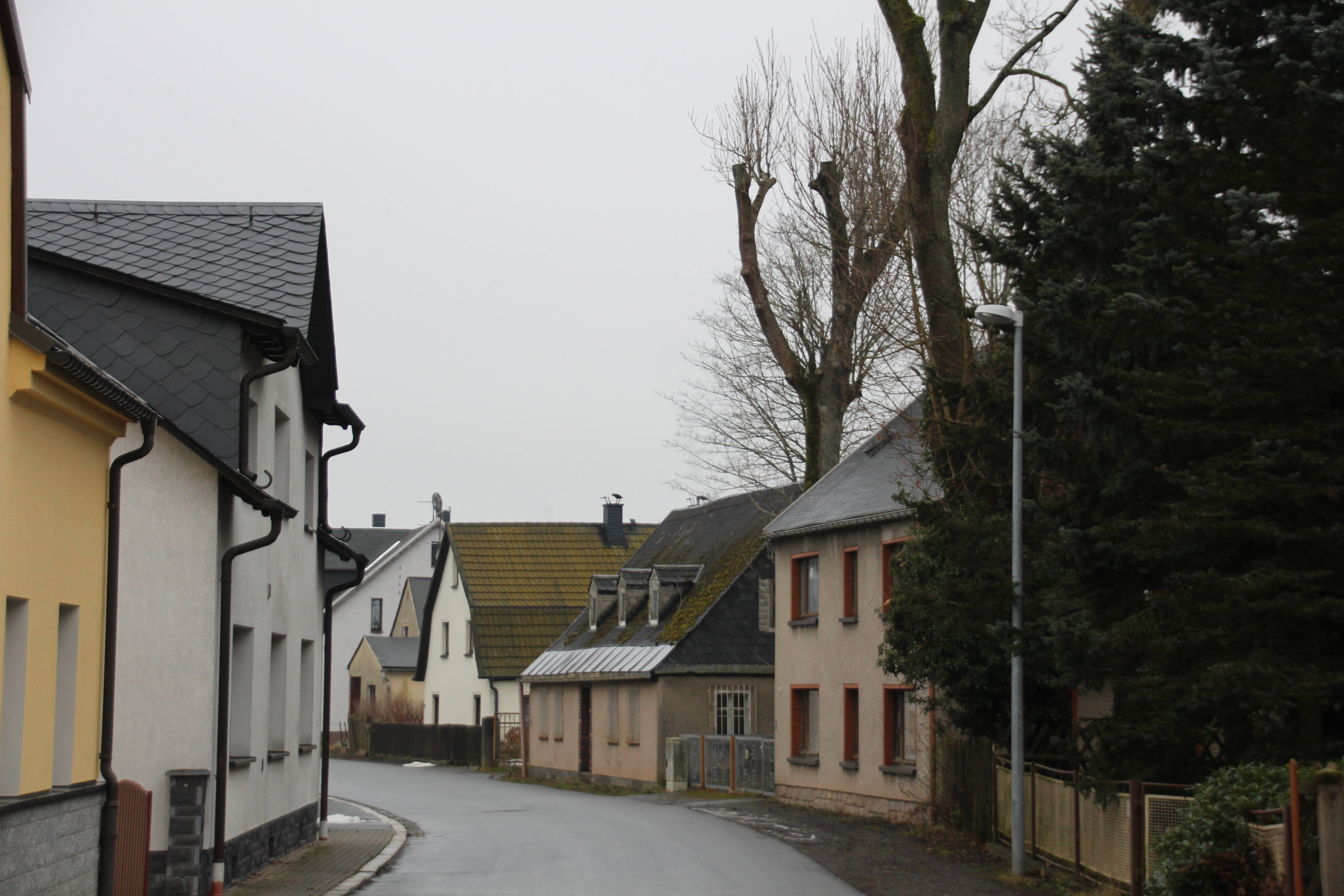
Kleinteilige Bebauung in der Fabrikgasse
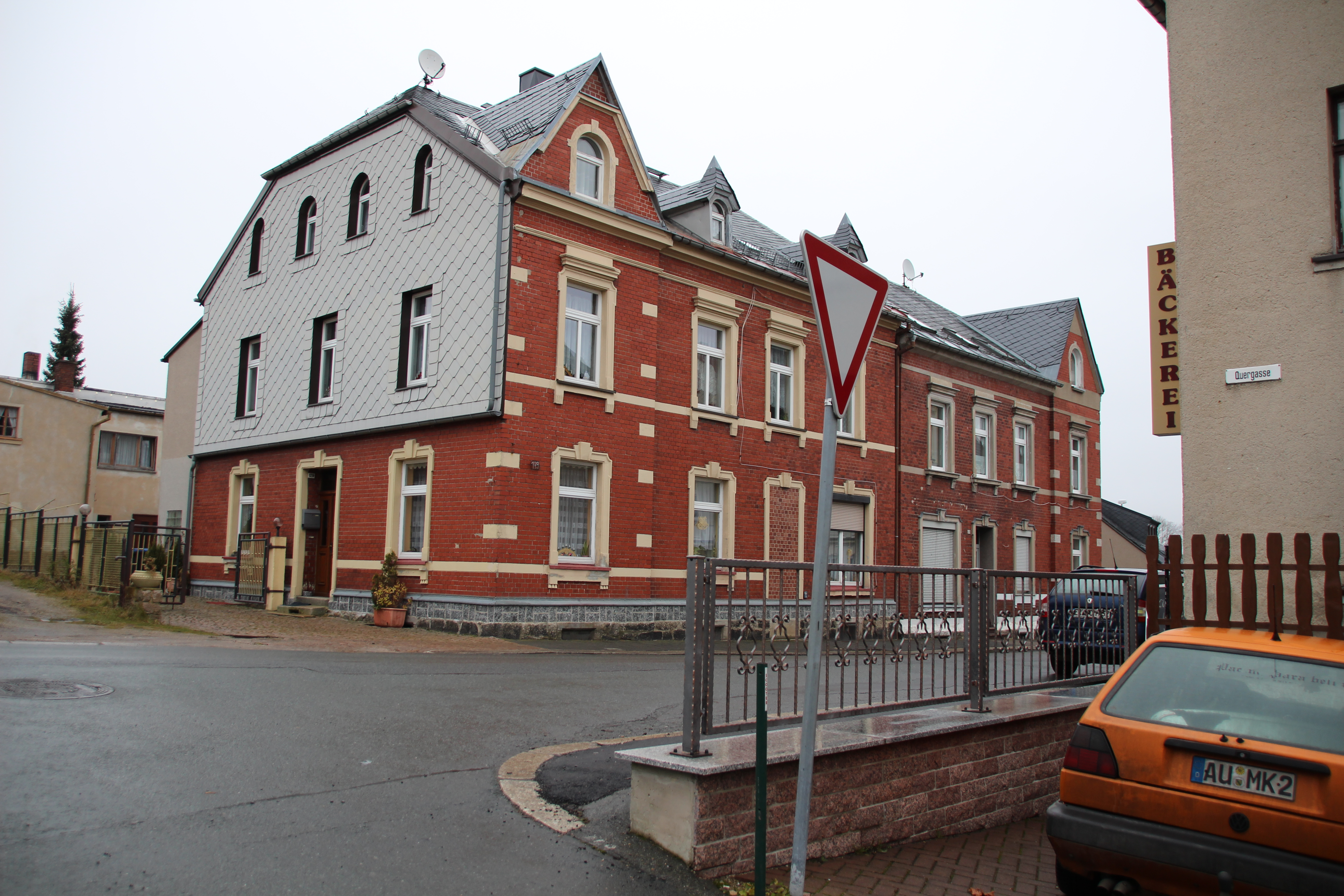
Städtische Bebauung in der Hauptstraße
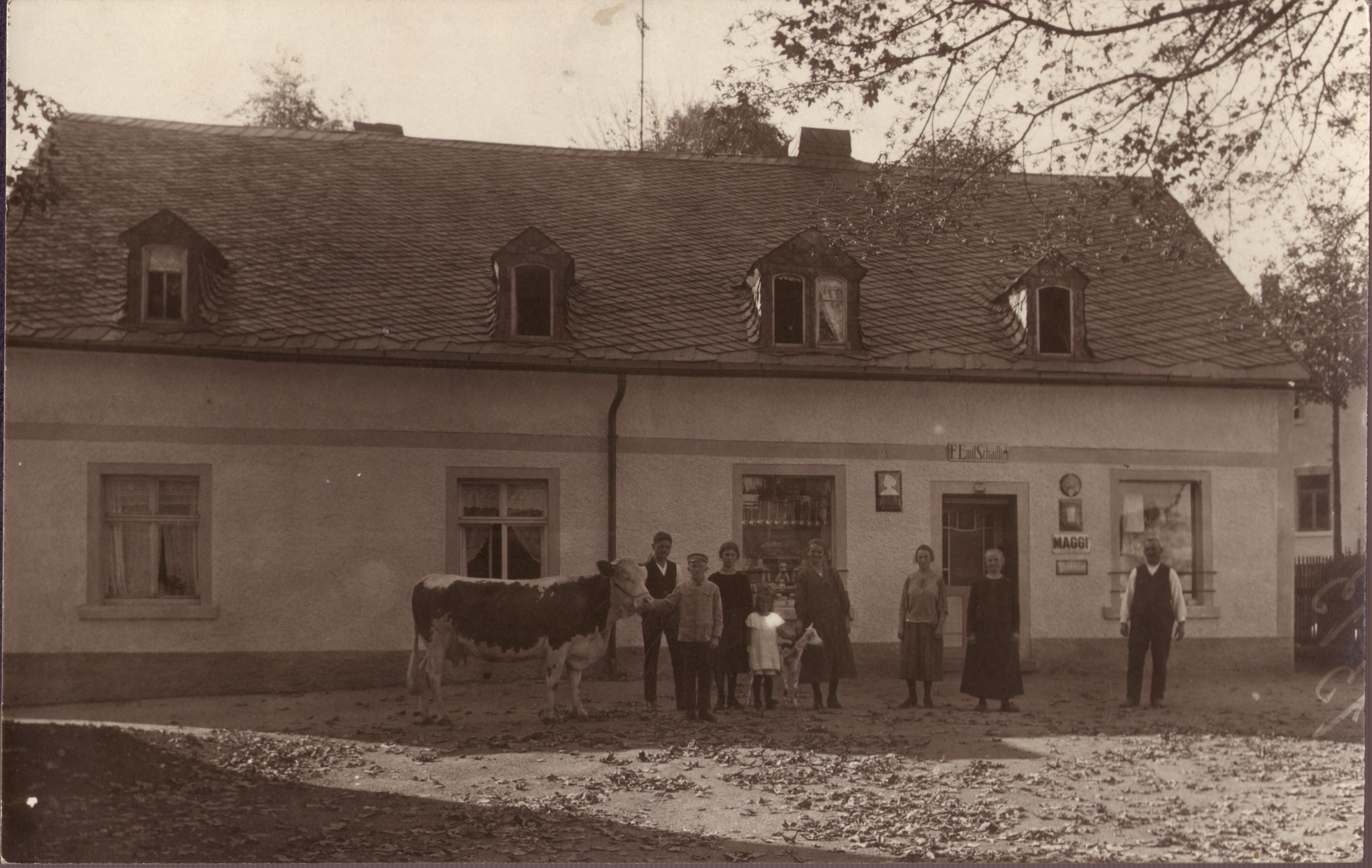
Um 1910: Lebensmittelladen in der Fabrikgasse

### Freizeit, Erholung, Tourismus
Das um 1950 angelegte Waldstadion liegt in über 700 Metern Höhe am Rand der Wälder. Dieses Fußballstadion wurde nach dem Hochwasser des Jahres 2002 mit Hochwassersanierungsmitteln renoviert und mit einem Kunstrasenplatz ausgestattet, der im Jahr 2018 für 240.000 Euro von der Gemeinde Schönheide erneuert wurde. Sie erhielt hierfür vom Land Sachsen 180.000 Euro Fördermittel aus dem Programm „Brücken für die Zukunft“. Der Kräuterlehrpfad im Bereich des Kuhbergs führt am Rand des Ascherwinkels vorbei. Der vom Naturheilverein Schönheide von 1908 an auf Grundstücken der Gemeinde Schönheide angelegte „Naturheilgarten“, in älteren Landkarten auch als „Luftbad“ bezeichnet. liegt im Ortsteil Ascherwinkel am Gartenweg. Seine an Vereinsmitglieder verpachteten Kleingärten werden im 21. Jahrhundert noch bewirtschaftet. Das aus dem Betriebsferienheim mit dem Namen „Haus der Freundschaft“ des VEB Fritz Heckert-Werke in Chemnitz hervorgegangene Hotel „Forstmeister“ liegt am Ortsrand an der Staatsstraße 277. Im Oktober 2019 eröffnete nach mehrjähriger Schließung wieder das „Hotel Carola“ mit „Restaurant zur alten Laterne“.
2024 wurde am Waldrand in der Nähe des Naturheilgartens ein Gedenkstein für Anton Günther aufgestellt.

### Verkehr
Der Ortsteil Ascherwinkel wird durch die Staatsstraße 278 erschlossen, die von Auerbach/Vogtl. nach Schönheide führt. Die Buslinie V 81 verbindet Auerbach mit Schönheide, im Ascherwinkel bedient sie die Haltestellen Auerbacher Straße und West. Vom Ascherwinkel führt die Carolagrüner Straße nach Süd-Süd-Westen in Richtung Carolagrün und Rautenkranz. Die Straße heißt vor Ort noch im beginnenden 21. Jahrhundert auf Erzgebirgisch Kiehwaach (Kühweg). Als „Kuhweg“ ist sie noch in Landkarten als ein bis zur Zwickauer Mulde führender Weg eingetragen. In Blatt 236 des Dresdner Exemplars der Sächsischen Meilenblätter von 1791 wird diese Straße als „der Rautenkranzer Kühweg“ bezeichnet.
Der Internationale Bergwanderweg der Freundschaft Eisenach–Budapest führt durch den Ascherwinkel, ebenso die 11. Etappe des Vogtland-Panorama-Weges.
Die ab 1893 betriebene Schmalspurbahn Wilkau-Haßlau–Carlsfeld durchquerte den Ascherwinkel, die Züge hielten am Bahnhof Oberschönheide, der von 1950 an Bahnhof Schönheide West hieß. Karl Eduard Flemming verwandte sich im Jahr 1885 gegenüber dem Sächsischen Landtag für die Fortführung der Schmalspurbahn Wilkau-Haßlau–Saupersdorf nach Oberschönheide. Im Sächsischen Landtag wurde der Bau der Eisenbahnstrecke mehrfach beraten, so 1886, wobei die Bedeutung der Industrie herausgestellt wurde. Bei der Beratung 1888 sprachen sich Abgeordnete für den Verlauf durch Oberschönheide mit dem Argument aus, die „hohe Bedeutung seiner Produktion“ verdiene die „Anschlußstellung“. Mit der Inbetriebnahme der Bahnstrecke 1893 wurde ein Anschlussgleis zur Bürstenfabrik Flemming gelegt. In den 1970er Jahren wurde der Betrieb der Eisenbahn eingestellt. Seit 1994 betreibt die Museumsbahn Schönheide wieder das Teilstück zwischen Schönheide und dem Haltepunkt Stützengrün. Planungen, die Museumsstrecke bis Wilzschhaus zu verlängern und damit den Bahnhof Oberschönheide zu reaktivieren, wurden zwar mit ABM-Arbeiten schon zu Beginn der 1990er Jahre durch Rodungen im Gleisbereich teilweise umgesetzt, zum Gleis- und vor allem Brückenbau kam es aber nicht. Das Bahnhofsgebäude wurde 1999 abgerissen. Von der Bahnstrecke führte ein Anschlussgleis zur früheren Bürstenfabrik Flemming, die in der DDR-Zeit als volkseigener Betrieb den Namen VEB Flamingo führte. Das Anschlussgleis hatte für die Bahnstrecke große Bedeutung. Mehr als 10 % des Güterverkehrs der Gesamtstrecke wurde über dieses Anschlussgleis abgewickelt.